# Bukowno
Bukowno è una città polacca del distretto di Olkusz nel voivodato della Piccola Polonia.
Ricopre una superficie di 63,42 km² e nel 2004 contava 10 765 abitanti.